# Джакомо Марі
Джакомо Марі (італ. Giacomo Mari, нар. 17 жовтня 1924, Весковато — пом. 16 жовтня 1991, Кремона) — італійський футболіст, що грав на позиції півзахисника. По завершенні ігрової кар'єри — футбольний тренер.
Виступав, зокрема, за клуби «Ювентус», «Сампдорія» та «Падова», а також національну збірну Італії.

## Клубна кар'єра
Народився 17 жовтня 1924 року в місті Весковато. Вихованець футбольної школи клубу «Кремонезе». Дорослу футбольну кар'єру розпочав 1941 року в основній команді того ж клубу, в якій виступав до 1946 року, взявши участь у 59 матчах чемпіонату.
З 1946 по 1949 рік грав у складі «Аталанти» в Серії А.
Своєю грою за останню команду привернув увагу представників тренерського штабу клубу «Ювентус», до складу якого приєднався 1949 року. Відіграв за «стару сеньйору» наступні чотири сезони своєї ігрової кар'єри. Більшість часу, проведеного у складі «Ювентуса», був основним гравцем команди. За цей час двічі виборював титул чемпіона Італії.
Влітку 1953 року уклав контракт з клубом «Сампдорія», у складі якої провів наступні три роки своєї кар'єри гравця. Граючи у складі «Сампдорії» також здебільшого виходив на поле в основному складі команди.
З 1956 року чотири сезони захищав кольори «Падови». Тренерським штабом нового клубу також розглядався як гравець «основи».
Завершив професійну ігрову кар'єру у рідному клубі «Кремонезе», з яким працював у статусі граючого тренера у сезоні 1960/61 в Серії С.

## Виступи за збірну
1948 року був учасником футбольного турніру на Олімпійських іграх 1948 року у Лондоні, де дебютував в офіційних матчах у складі національної збірної Італії, зігравши в обох матчах на турнірі, а італійці вилетіли в чвертьфіналі.
Згодом у складі збірної був учасником чемпіонату світу 1950 року у Бразилії та чемпіонату світу 1954 року у Швейцарії, на кожному з яких зіграв по одному матчу, причому матч на швейцарському мундіалі проти господірів (1:4) став для нього останнім у формі «скуадри адзурри».
Протягом кар'єри у національній команді, яка тривала 7 років, провів у формі головної команди країни лише 8 матчів.

## Кар'єра тренера
Розпочав тренерську кар'єру, ще продовжуючи грати на полі, 1960 року, очоливши тренерський штаб клубу «Кремонезе».
В подальшому очолював нижчолігові команди «Падова», «Таранто», «Мантова», «Казертана» та «Равенна».
Останнім місцем тренерської роботи був клуб «Крема», команду якого Джакомо Марі очолював як головний тренер до 1975 року.
Помер 16 жовтня 1991 року на 67-му році життя у місті Кремона.

## Статистика виступів

### Статистика клубних виступів
| Сезон         | Клуб          | Чемпіонат | Чемпіонат | Чемпіонат |
| Сезон         | Клуб          | Ліга      | Ігор      | Голів     |
| ------------- | ------------- | --------- | --------- | --------- |
| 1940-41       | «Кремонезе»   | C         | 5         | 0         |
| 1941-42       | «Кремонезе»   | C         | 0         | 0         |
| 1942-43       | «Кремонезе»   | B         | 21        | 0         |
| 1944          | «Кремонезе»   | АІ        | 3         | 0         |
| 1945-46       | «Кремонезе»   | B-C       | 30        | 0         |
| 1946-47       | «Аталанта»    | A         | 35        | 0         |
| 1947-48       | «Аталанта»    | A         | 40        | 4         |
| 1948-49       | «Аталанта»    | A         | 38        | 4         |
| 1949-50       | «Ювентус»     | A         | 38        | 4         |
| 1950-51       | «Ювентус»     | A         | 34        | 2         |
| 1951-52       | «Ювентус»     | A         | 31        | 2         |
| 1952-53       | «Ювентус»     | A         | 30        | 1         |
| 1953-54       | «Сампдорія»   | A         | 34        | 1         |
| 1954-55       | «Сампдорія»   | A         | 32        | 2         |
| 1955-56       | «Сампдорія»   | A         | 4         | 1         |
| 1956-57       | «Падова»      | A         | 31        | 1         |
| 1957-58       | «Падова»      | A         | 29        | 1         |
| 1958-59       | «Падова»      | A         | 26        | 1         |
| 1959-60       | «Падова»      | A         | 24        | 0         |
| 1960-61       | «Кремонезе»   | C         | 28        | 1         |
| Усього Ліга A | Усього Ліга A |           | 426       | 24        |

### Статистика виступів за збірну
| Дата       | Місто     | Господарі | Результат | Гості     | Турнір                                       | Голи | Примітки |
| ---------- | --------- | --------- | --------- | --------- | -------------------------------------------- | ---- | -------- |
| 02/08/1948 | Брентфорд | США       | 0 – 9     | Італія    | ОІ 1948                                      | -    |          |
| 05/08/1948 | Лондон    | Данія     | 5 – 3     | Італія    | ОІ 1948                                      | -    |          |
| 02/04/1950 | Відень    | Австрія   | 1 – 0     | Італія    | Кубок Центральної Європи з футболу 1948—1953 | -    |          |
| 02/07/1950 | Сан-Паулу | Парагвай  | 0 – 2     | Італія    | ЧС 1950 - 1-й етап                           | -    |          |
| 18/05/1952 | Флоренція | Італія    | 1 – 1     | Англія    | товариський матч                             | -    |          |
| 26/10/1952 | Стокгольм | Швеція    | 1 – 1     | Італія    | товариський матч                             | -    |          |
| 28/12/1952 | Палермо   | Італія    | 2 – 0     | Швейцарія | Кубок Центральної Європи з футболу 1948—1953 | -    |          |
| 23/06/1954 | Базель    | Швейцарія | 4 – 1     | Італія    | ЧС 1954 - 1-й етап                           | -    |          |
| Усього     |           | Матчів    | 8         |           | Голів                                        | 0    |          |

## Титули і досягнення
- Чемпіон Італії (2):

«Ювентус»: 1949–50, 1951–52